# 광역선거구
광역선거구(廣域選擧區, At-large) 또는 광역구(廣域區)는 가능한 최대의 영역을 관할하는 선거구다. 국가 단위일때는 전국구(全國區)라고 한다.
각 선거구는 대선거구제식으로 선출할 수도 있고, 명부를 나누어 각 명부에서 한명씩 선출할 수도 있고, 혼합식으로 할 수도 있다.
2004년에 시도 단위의 26개 여성전용 선거구를 만들려고 한 적이 있다.
비례대표제가 아닌 전국구(국가단위의 광역선거구)로는 필리핀의 상원선거가 있다.

## 비례대표제
전국명부 비례대표는 전국구에 속한다.

## 대한민국
대한민국 제5대 국회의원 선거의 참의원의원 선거는 시도 전역을 관할하는 명부에서 선출하였다.

## 미국
하원의원이 1명뿐인 주와, 하원에 대표를 파견하는 준주는 의원을 주 전체에서 선출한다.

## 같이 보기
- 대선거구제
- 선거구 획정
- 비례대표제